# Jaanus Tamkivi
Jaanus Tamkivi (ur. 17 listopada 1959 w Kuressaare) – estoński samorządowiec i polityk, minister środowiska od 2007 do 2011.

## Życiorys
W 1983 ukończył studia inżynierskie w Instytucie Politechnicznym w Tallinnie. Pracował w przedsiębiorstwie budowlanym i administracji terytorialnej prowincji Saare. W latach 1992–1996 był dyrektorem spółki handlowej. Następnie przez dziewięć lat sprawował urząd burmistrza Kuressaare.
W 2005 objął mandat posła do Zgromadzenia Państwowego (Riigikogu X kadencji) z ramienia Estońskiej Partii Reform. W 2007 uzyskał reelekcję, zrezygnował jednak z zasiadania w parlamencie w związku z powołaniem na stanowisko ministra środowiska w rządzie Andrusa Ansipa. W 2011 odnowił mandat poselski, nie wszedł w skład kolejnego gabinetu.